# Perù ai Giochi della XXVII Olimpiade
Il Perù partecipò ai Giochi della XXVII Olimpiade, svoltisi a Sydney, Australia, dal 15 settembre al 1º ottobre 2000, con una delegazione di 21 atleti impegnati in sette discipline.